# Germain M'ba
Germain M'ba o Germain Mba (Ebam-Ayong, 15 dicembre 1932 – 17 settembre 1971) è stato un diplomatico e politico gabonese, attivo nel movimento indipendentista e, in seguito, dissidente del regime di Omar Bongo (Albert-Bernard Bongo).
Nacque a Ebam-Ayong nel 1932 e morì in strane circostanze nel 1971, presumibilmente per ordine del governo gabonese.

## Biografia

### Primi anni e attivismo politico
Si diplomò presso l'Istituto di studi politici di Parigi, studiò legge presso l'Università Paris 1 Panthéon-Sorbonne e l'École nationale des douanes et de législation financière di Neuilly. Mentre studiava a Parigi, entrò nel Movimento gabonese d'azione popolare. Nel 1957 sposò Anne Françoise Delbreil con cui ebbe quattro figli. In seconde nozze, sposò Martine Oyane a Libreville. Tra il 1962 e il 1964, servì come vice segretario generale dell'OCAMM a Cotonou (Dahomey), prima di dimettersi polemicamente dall'incarico in segno di protesta contro la restaurazione del potere di Léon M'ba da parte della Francia nel 1964, dopo un effimero colpo di Stato che aveva portato Germain M'ba a ricoprire per 24 ore la carica di ministro degli interni.

### Esilio e ritorno
Tornò in clandestinità e fondò ad Algeri il Movimento nazionale della rivoluzione gabonese (MNRG). Sotto pseudonimo spostò il MNRG ad Accra, a Brazzaville e a Kinshasa, dove fu incarcerato per un anno. Nel 1965 divenne redattore della rivista Jeune Afrique. Si oppose alla modifica costituzionale che nel 1966 istituì la vicepresidenza della Repubblica, conferita da Léon M'ba ad Albert-Bernard Bongo. Nel 1967 M'ba morì e Bongo gli succedette. Nel 1968 Germain M'ba tornò in Gabon in opposizione al regime di Bongo. Nel 1969 intraprese una carriera diplomatica come ambasciatore in Germania e in Giappone.

### La scomparsa di Germain M'ba
La sera del 17 settembre 1971, mentre era in visita a Libreville, venne rapito in uno scontro a fuoco e probabilmente ucciso (il suo corpo non fu mai più ritrovato) da mercenari francesi per ordine del presidente Albert-Bernard Bongo (Omar Bongo dopo la conversione all'Islam), che intendeva sbarazzarsi di un pericoloso rivale. Agli inizi degli anni novanta, fonti gabonesi non verificabili sostennero che M'ba fosse sopravvissuto alle ferite riportate nel 1971 e fosse stato imprigionato in una luogo segreto fino al 1990, quando sarebbe stato ucciso dopo che, a seguito di violente manifestazioni popolari contro il regime, Omar Bongo aveva temuto la perdita di potere e la scoperta del prigioniero da parte degli insorti).